# Faculté de médecine dentaire de l'Université Laval

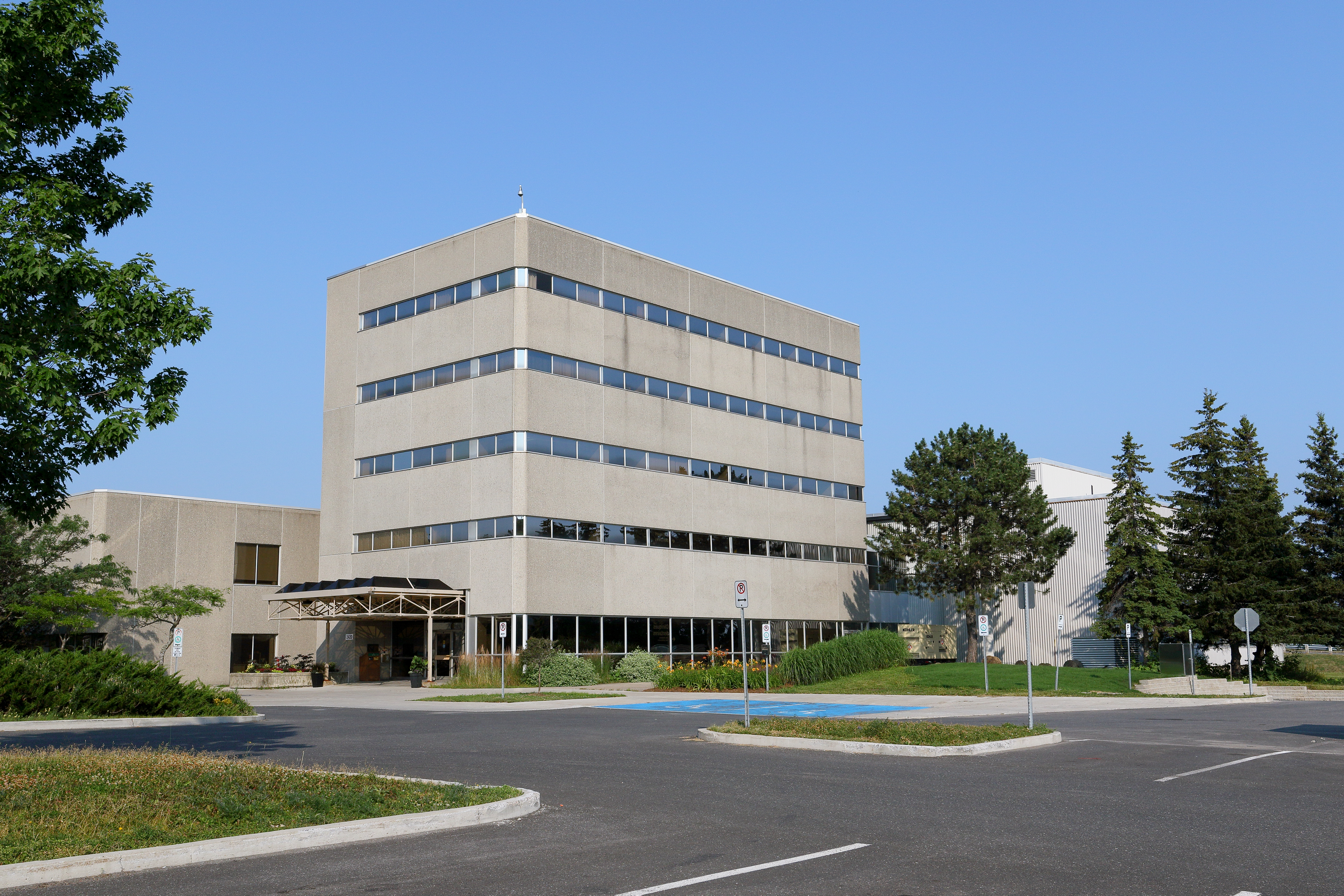
Le pavillon de médecine dentaire

La Faculté de médecine dentaire de l'Université Laval, située à Québec (Canada), est l'une des 17 facultés de l'Université Laval.

## Histoire
Fondée en 1971, la Faculté de médecine dentaire de l’Université Laval offre la formation au niveau Doctorat menant à la pratique générale de l'odontologie (la dentisterie) ainsi que cinq programmes d’études supérieures : dentisterie multidisciplinaire, chirurgie buccale et maxillo-faciale, gérodontologie, parodontie ainsi que Maîtrise en sciences dentaires. De la formation continue est également offerte aux diplômés.
La faculté tient à intégrer la recherche à la formation des étudiants au 1er comme au 2e cycle. La recherche couvre des thématiques telles l'infectiologie, la biologie buccale, les biomatériauxdentaires, les soins et services, le développement pédagogique, les pathologies buccales, la régénération tissulaire et osseuse, l'ingénierie tissulaire et les douleurs orofaciales chroniques. Ces recherches sont financées par plusieurs organismes nationaux et internationaux.
Le Groupe de recherche en écologie buccale (GREB), reconnu par l'Université Laval depuis 1989, oriente ses travaux sur la microbiologie-immunologie buccale et le contrôle de l'infection et des fermentations industrielles. Les équipes de recherche poursuivent leurs travaux sur le contrôle de la transmission d'infections en cabinet dentaire et sur la cario-prévention par sucre de substitution.
Le Centre d'excellence pour la santé buccodentaire et le vieillissement (CESBV), affilié à l’Université Laval, se penche depuis 2007 sur la recherche en santé de la bouche et des dents des aînés. Le centre articule ses activités autour de quatre grands axes, soit la diffusion des connaissances en matière de santé buccodentaire chez les aînés; la promotion et la prévention en matière de santé buccodentaire; l’organisation et de l’accès aux soins buccodentaires et aux services pertinents et le support à la recherche reliée à la santé buccodentaire et vieillissement.